# Metro Cammell

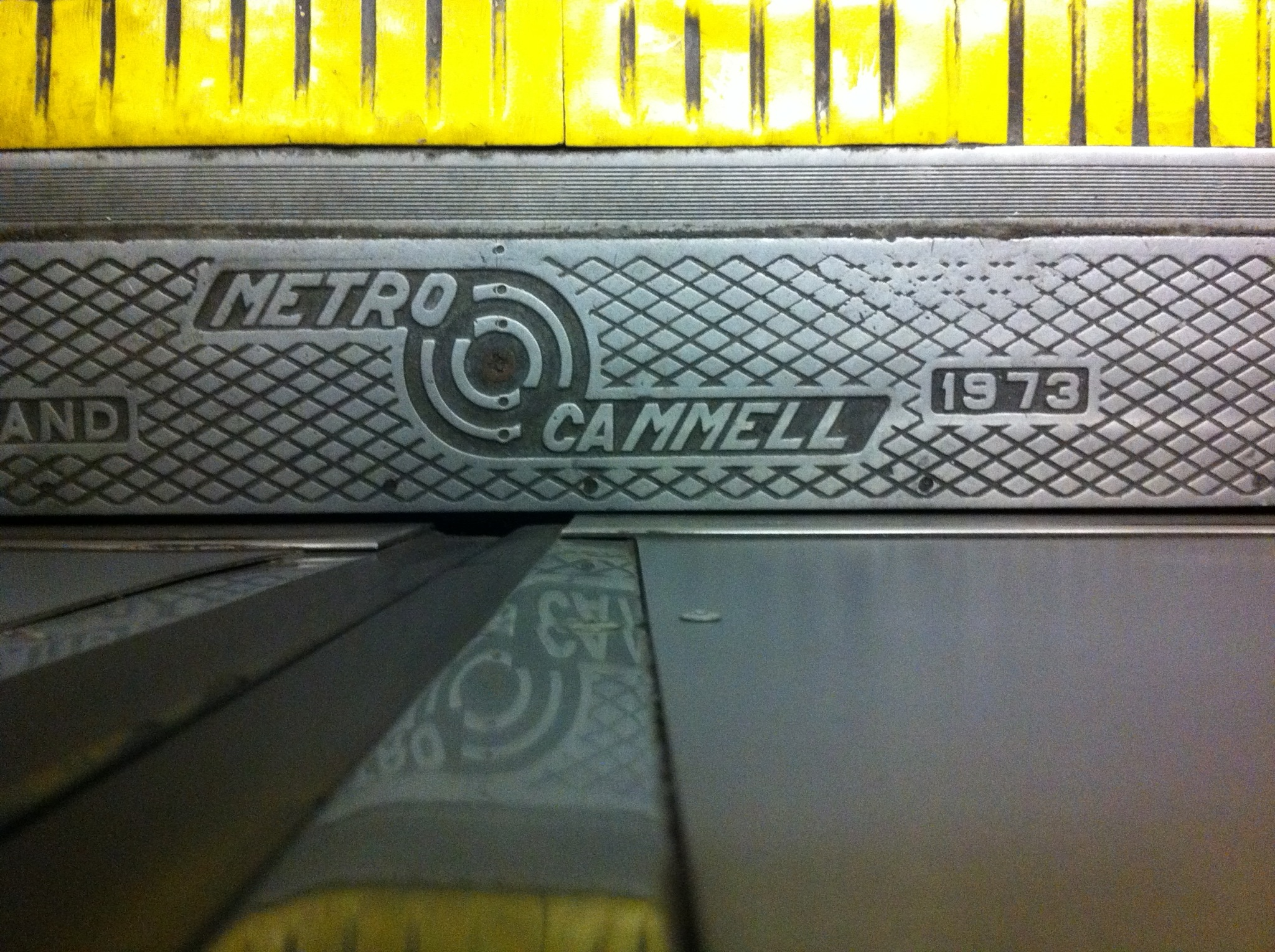
Fabrieksplaat in een trein Type 1973 van de Londense metro

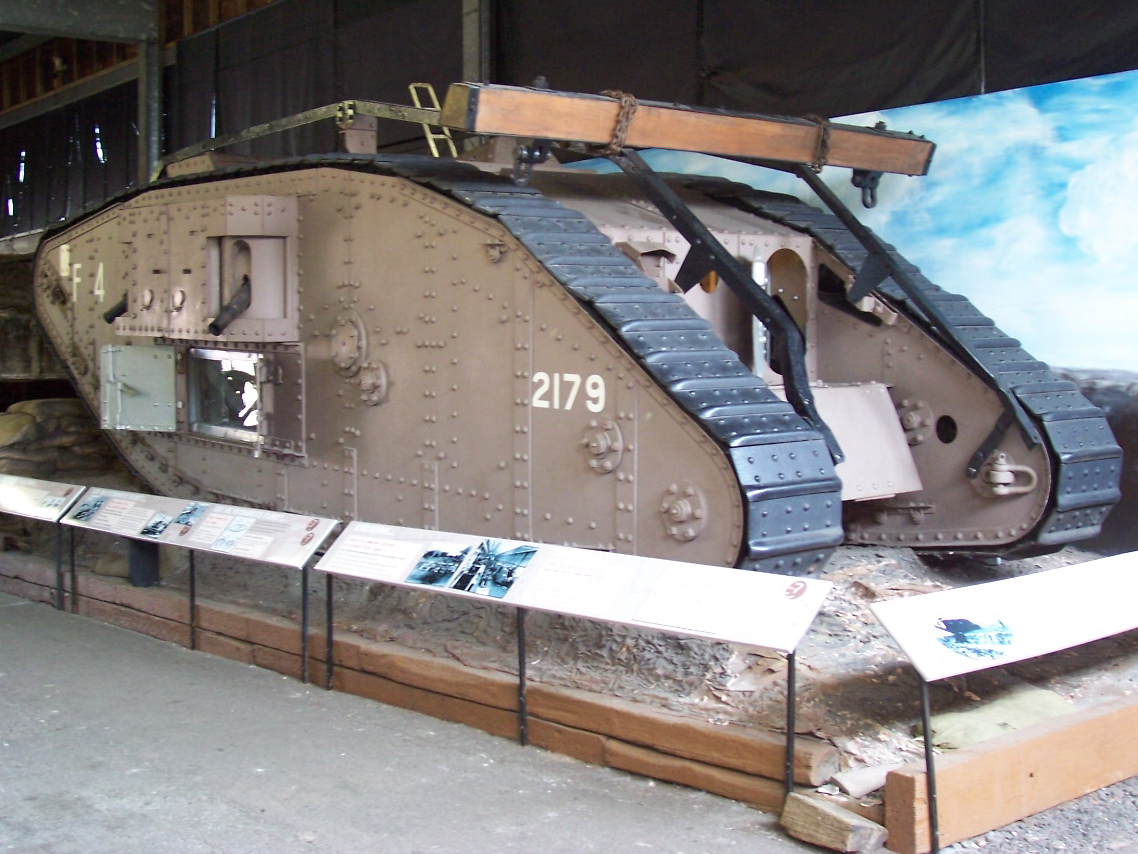
Tijdens de Eerste Wereldoorlog bouwde Metro Cammell ook tanks

De Metropolitan Cammell Carriage and Wagon Company (MCCW) was een Engelse fabrikant van spoorwegmaterieel.

## Geschiedenis
Metro Cammell werd in 1863 opgericht onder de naam Metropolitan Carriage and Wagon Company Ltd, en was gevestigd in Saltley en later in Washwood Heath in Birmingham. In 1919 werd het bedrijf overgenomen door Vickers Ltd. In hetzelfde jaar begon Cammell Laird and Co met de productie van rollend spoorwegmaterieel in de National Ordinance Factory in Nottingham, die zij tijdens de Eerste Wereldoorlog namens de overheid hadden beheerd en die zij kort daarna kochten. In 1929 fuseerden Vickers Ltd en Cammell Laird & Co hun belangen en vormden Metropolitan Cammell Carriage Wagon and Finance Co met het hoofdkantoor in Saltley, een wijk in het centrum van Birmingham. Beide moederbedrijven hadden elk 50% van de aandelen in handen. In 1934 volgde een financiële herstructurering noodzakelijk en ging het bedrijf met dezelfde aandeelhouders verder als Metropolitan-Cammell Carriage and Wagon Co Ltd.
In 1949 begon het bedrijf met het maken van metrostellen met aluminium carrosserieën. De metro van Londen bleef een grote afnemers van rollend materieel. In de jaren 1950 kwamen ook veel buitenlandse orders binnen, voor spoorwegen in Brazilië, Jamaica, Egypte, Zuid-Afrika, India en Hongkong. Verder was British Railways een grote klant. Naast rijtuigen, treinstellen en locomotieven werden er ook vele duizenden vrachtwagons gebouwd. Tussen 1945 en 1970 schatte het bedrijf de productie op bijna 100.000 voertuigen van meer dan 400 verschillende typen. In 1961 telde het bedrijf 4500 werknemers. Een jaar later werd de fabriek in Saltley gesloten.
Begin jaren 1980 was er een keerpunt, de orders vielen sterk terug met als gevolg dat het aantal werknemers met zo'n 80% daalde. In mei 1989 werd het bedrijf deels overgenomen door GEC Alsthom (toenmalige naam), de Laird Group verkocht zijn aandelenbelang. In 1998 werd GEC Alsthom de enige eigenaar. De naam Metro Cammell kwam te vervallen en hiervoor kwam Alstom, nu zonder de "h", voor in de plaats. de Vanwege de slechte vooruitzichten werd op 20 juli 2003 besloten om geen nieuwe orders meer aan te nemen. Nadat de order voor 53 Pendolino treinstellen was afgerond werd de fabriek eind 2005 gesloten.

## Rollend materieel
Metro Cammell bouwde materieel voor spoorwegen en metro in het Verenigd Koninkrijk en daarbuiten, waaronder Mass Transit Railway of Hong Kong, Kowloon-Canton Railway (nu East Rail Line), de Kanaaltunnel, de Tyne and Wear Metro en locomotieven voor Keretapi Tanah Melayu in Maleisië. Diesel- en elektrische locomotieven werden geproduceerd voor South African Railways, Nyasaland Railways, Malawi, Nigeria, Trans-Zambezi Railway en Pakistan; dieseltreinstellen voor Jamaica Railway Corporation en voor National Railways of Mexico. Het grootste deel van het materieel van de metro van Londen dat halverwege de 20e eeuw werd gebouwd was van dit bedrijf afkomstig. Metro Cammell ontwierp en bouwde Blue Pullman voor British Railways.

### Fotogalerij

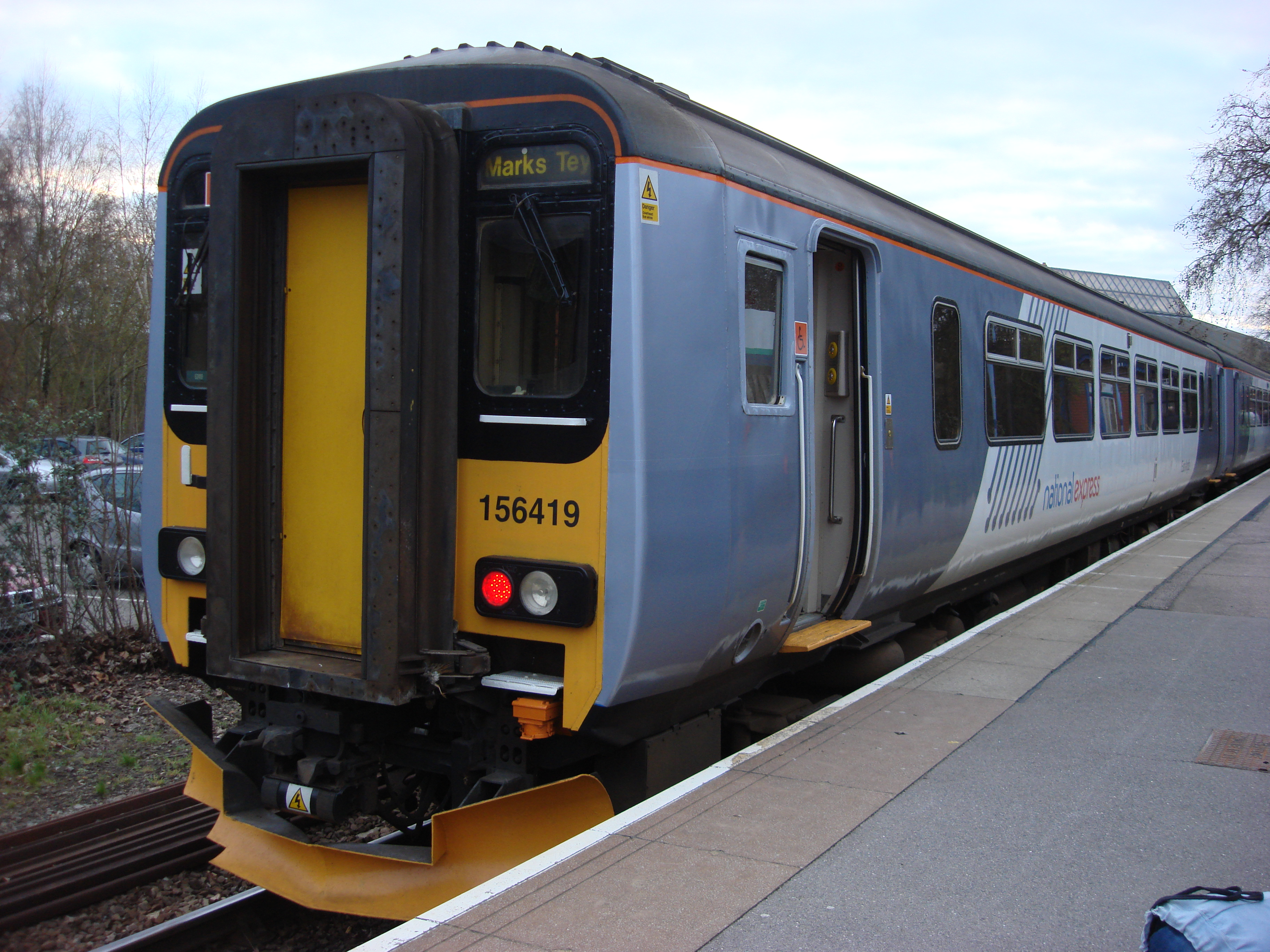
British Rail Class 156 "Super Sprinter" dieseltreinstel
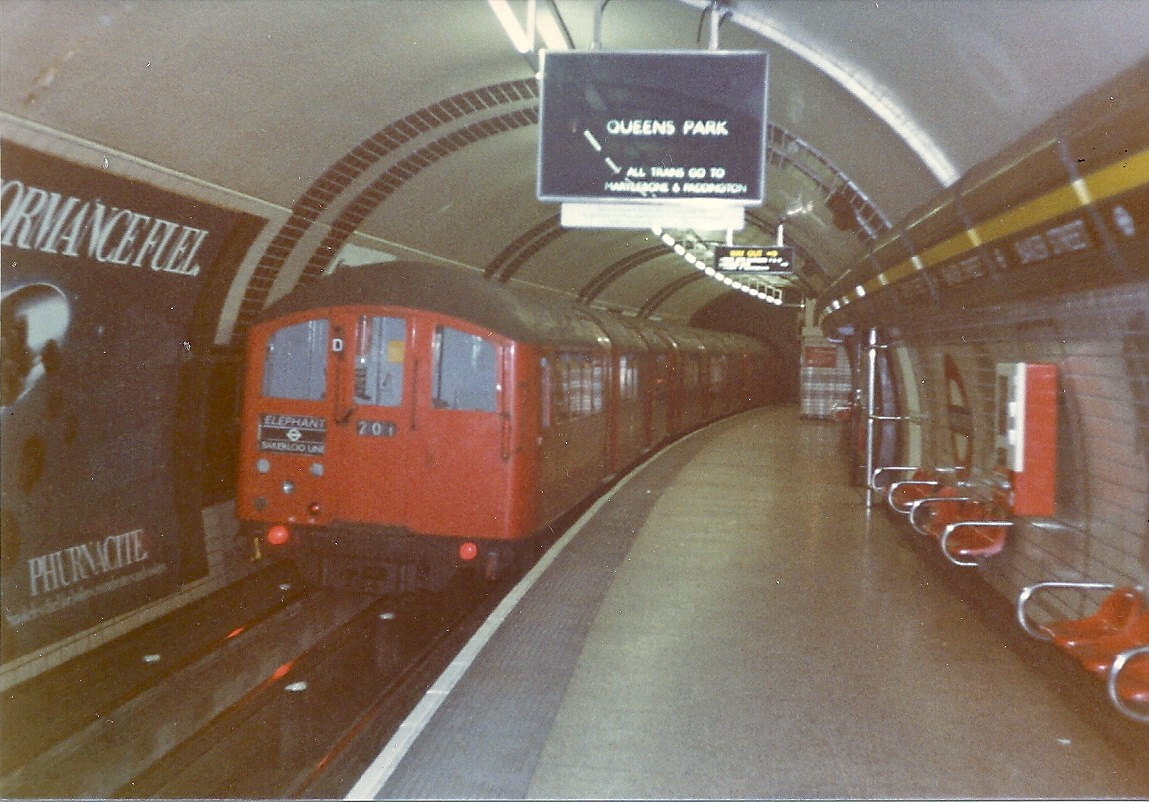
London Underground 1938 Stock op station Baker Street
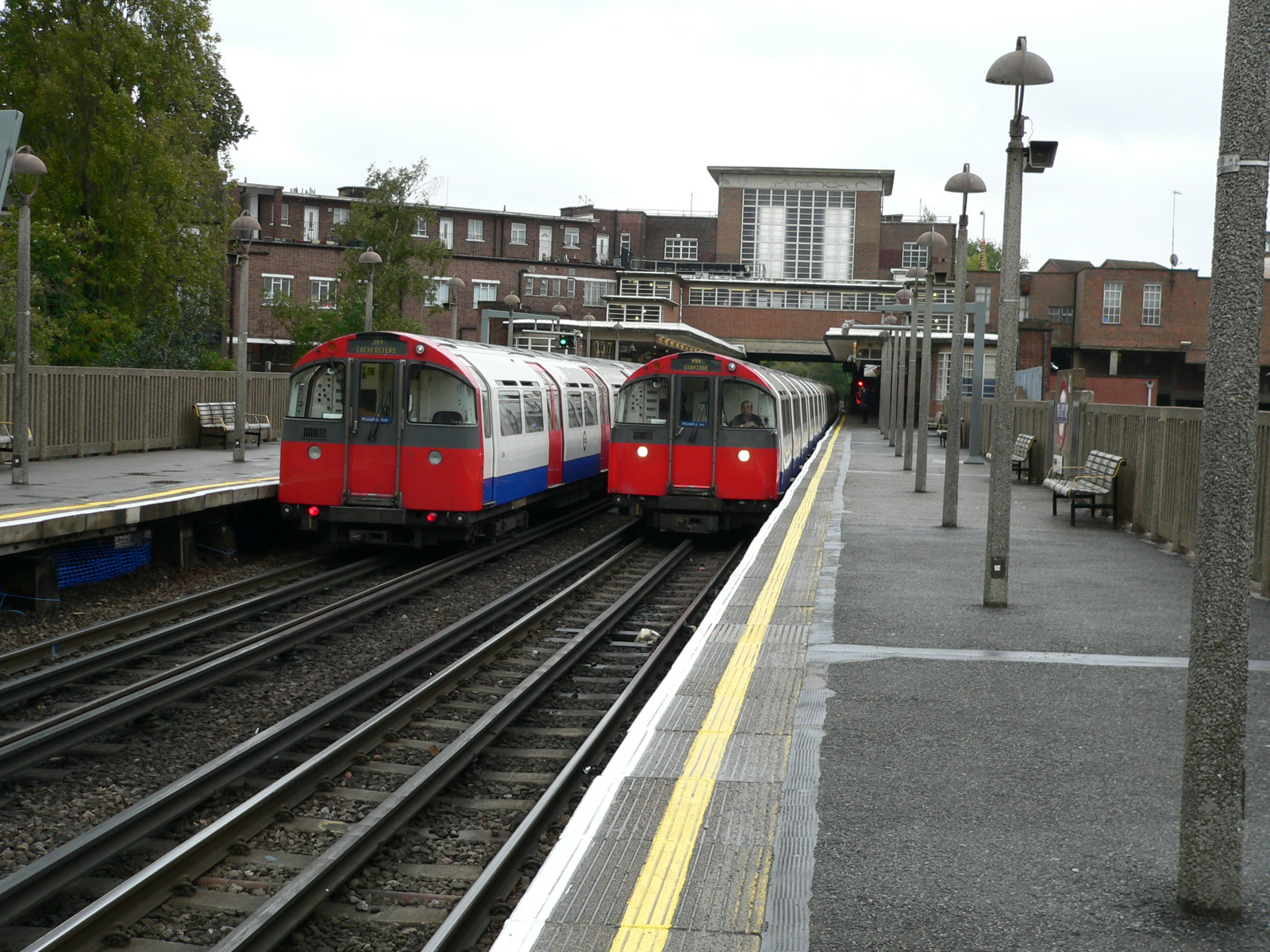
London Underground 1973 Stock
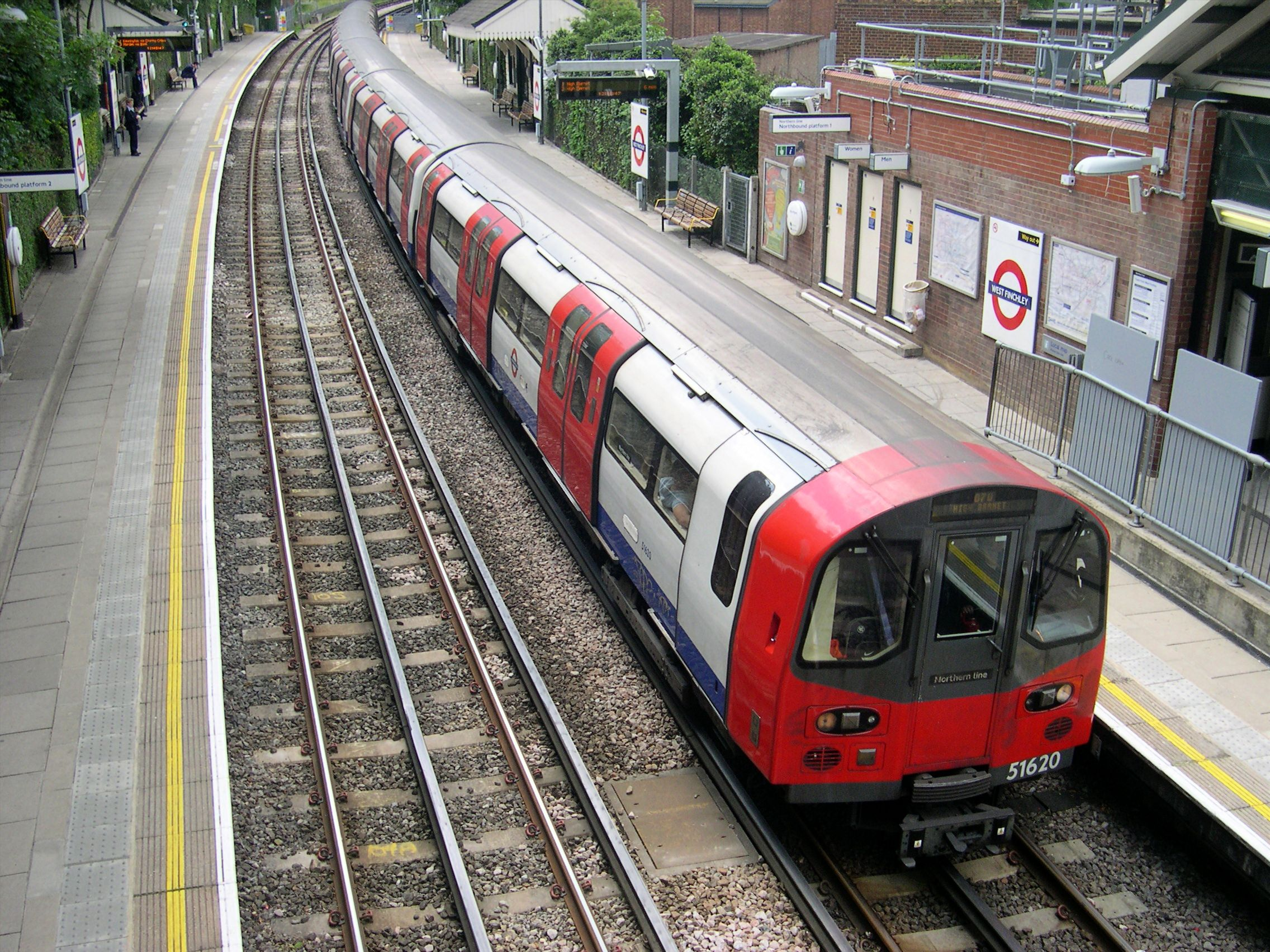
London Underground 1995 Stock
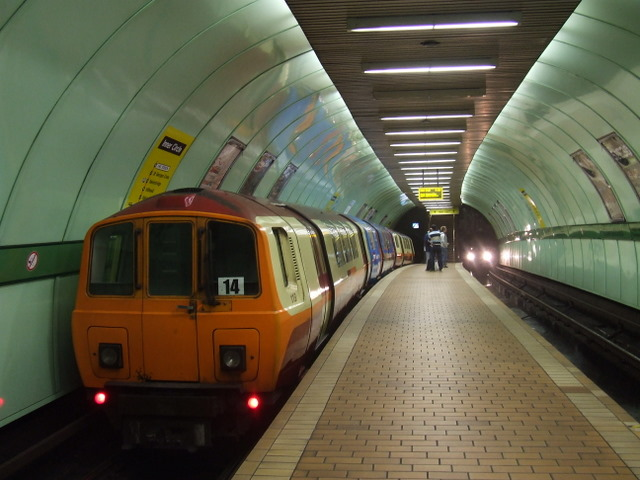
Glasgow Subway metrotrein
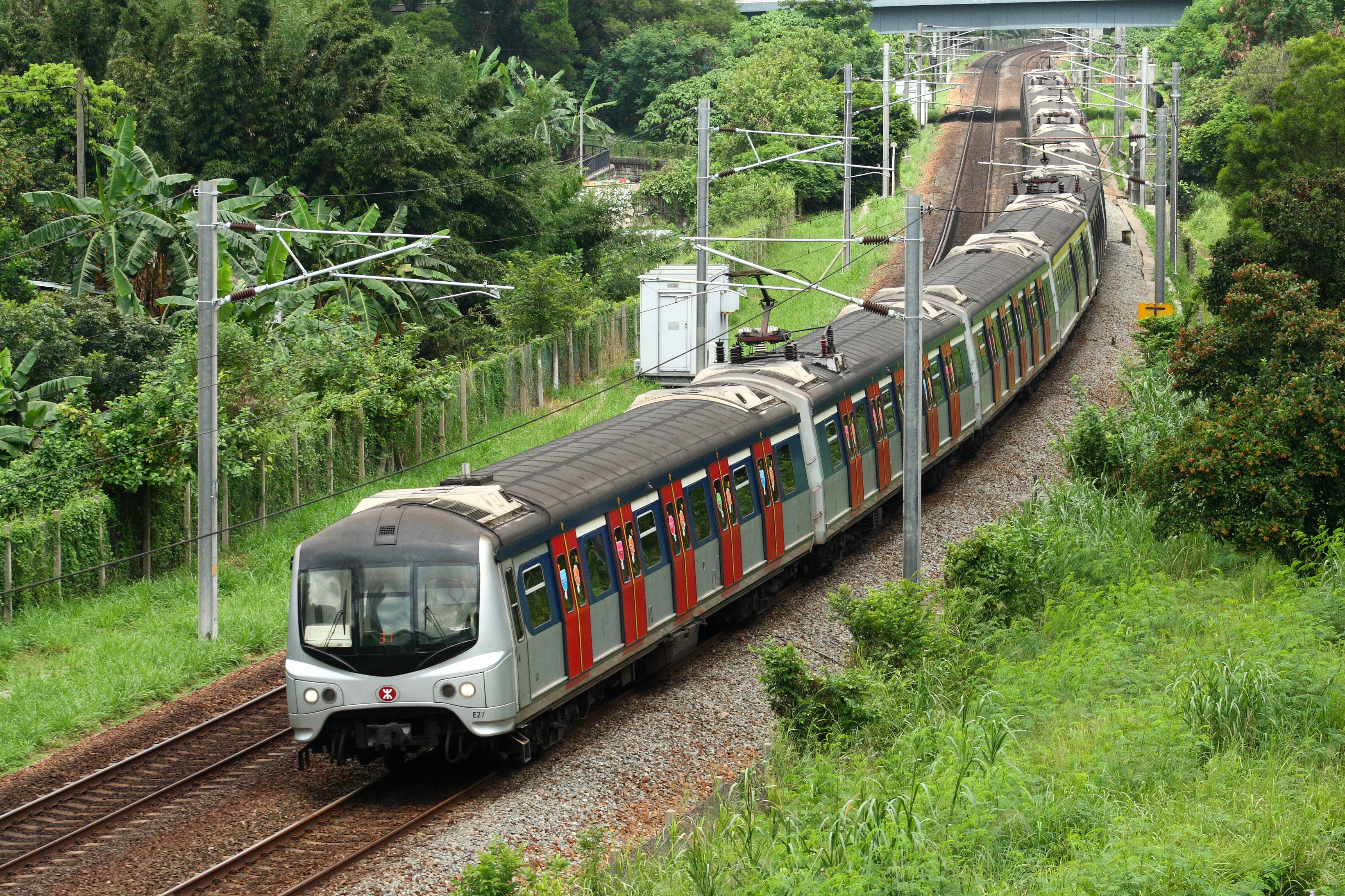
MTR East Rail Metro Cammell treinstel (na renovatie 1996–1999)
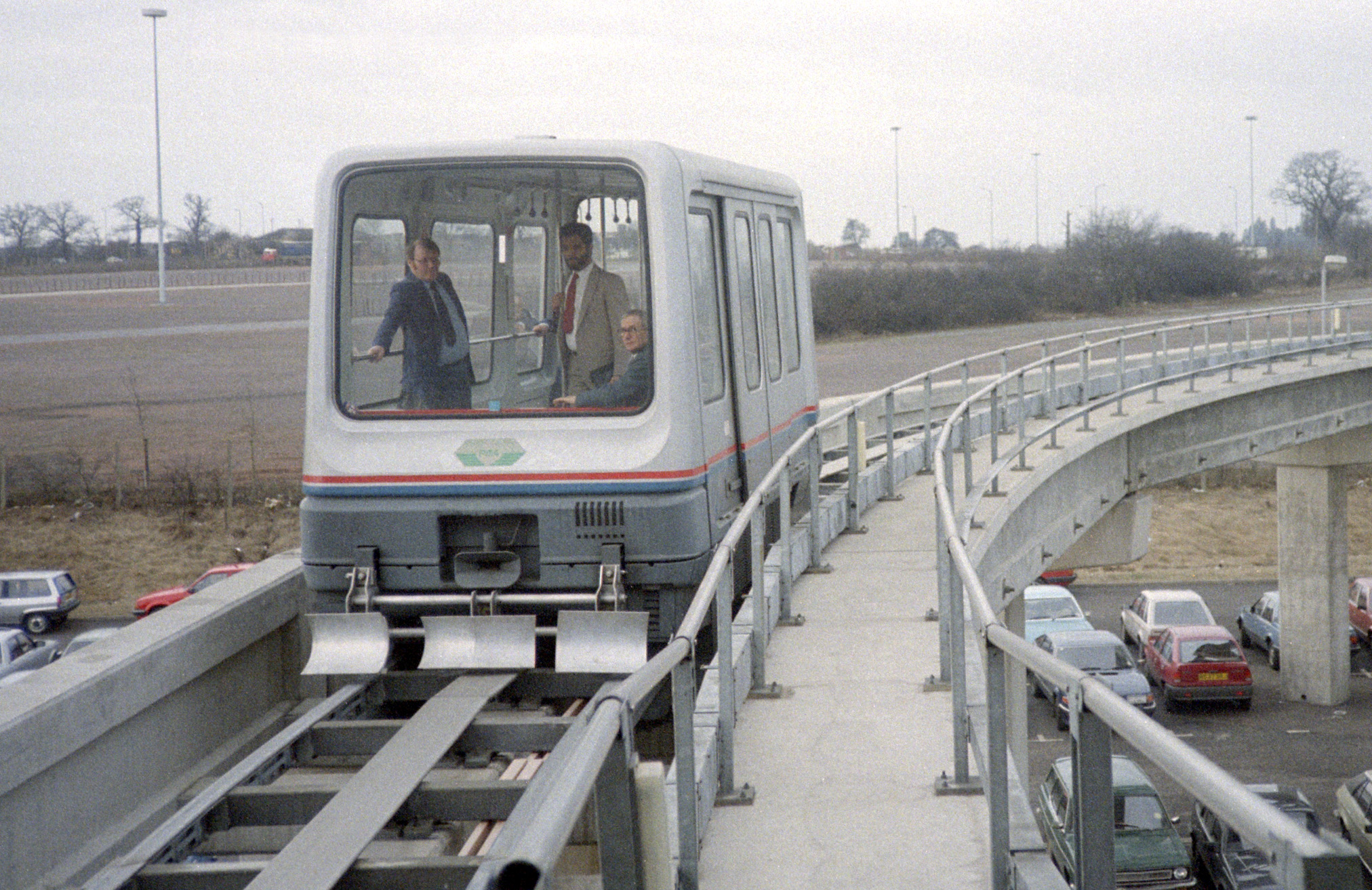
De Birmingham International maglev shuttle 1984–1995